# ФК «Спартак» Кострома в сезоне 2017/2018
Сезон 2017/2018 годов стал для футбольного клуба «Спартак» Кострома 58-м в его истории. Команда принимала участие в 22-м первенстве ПФЛ и в 26-м розыгрыше Кубка России.

## Состав

### Основной состав
Данные на 24 февраля 2018 года
|  | Флаг России | Вр  | Павел Сергеев     | 1992 |  |  |  |  |
|  | Флаг России | Вр  | Азамат Шогенов    | 1989 |  |  |  |  |
|  |             |     |                   |      |  |  |  |  |
|  | Флаг России | Защ | Виктор Коноплёв   | 1988 |  |  |  |  |
|  | Флаг России | Защ | Иван Костылёв     | 1997 |  |  |  |  |
|  | Флаг России | Защ | Александр Крючков | 1986 |  |  |  |  |
|  | Флаг России | Защ | Валерий Сорокин   | 1988 |  |  |  |  |
|  | Флаг России | Защ | Андрей Яковлев    | 1996 |  |  |  |  |
|  | Флаг России | Защ | Павел Яковлев     | 1999 |  |  |  |  |
|  |             |     |                   |      |  |  |  |  |
|  | Флаг России | ПЗ  | Дмитрий Абызов    | 1993 |  |  |  |  |
|  | Флаг России | ПЗ  | Дмитрий Калабухов | 1998 |  |  |  |  |

|  | Флаг России | ПЗ  | Дмитрий Калабухов   | 1996 |  |  |  |  |
|  | Флаг России | ПЗ  | Левани Лацузбая     | 1988 |  |  |  |  |
|  | Флаг России | ПЗ  | Шахбан Магомедалиев | 1996 |  |  |  |  |
|  | Флаг России | ПЗ  | Николай Мараев      | 1996 |  |  |  |  |
|  | Флаг России | ПЗ  | Иван Погребняк      | 1994 |  |  |  |  |
|  | Флаг России | ПЗ  | Евгений Худобко     | 1990 |  |  |  |  |
|  |             |     |                     |      |  |  |  |  |
|  | Флаг России | Нап | Алексей Власов      | 1996 |  |  |  |  |
|  | Флаг России | Нап | Максим Нестеров     | 1997 |  |  |  |  |
|  | Флаг России | Нап | Николай Вдовиченко  | 1990 |  |  |  |  |
|  | Флаг России | Нап | Михаил Яковлев      | 1996 |  |  |  |  |
|  | Флаг России | Нап | Максим Сидоров      | 1991 |  |  |  |  |

## Соревнования
| Соревнование           | Первый матч  | Последний матч | Раунд-начало | Итог выступления | Статистика выступлений | Статистика выступлений | Статистика выступлений | Статистика выступлений | Статистика выступлений | Статистика выступлений | Статистика выступлений | Статистика выступлений | Ссылка |
| Соревнование           | Первый матч  | Последний матч | Раунд-начало | Итог выступления | И                      | В                      | Н                      | П                      | ГЗ                     | ГП                     | РМ                     | В%                     | Ссылка |
| ---------------------- | ------------ | -------------- | ------------ | ---------------- | ---------------------- | ---------------------- | ---------------------- | ---------------------- | ---------------------- | ---------------------- | ---------------------- | ---------------------- | ------ |
| ПФЛ                    | 19 июля 2017 | 27 мая 2018    | 1 тур        | 5-е место        | 26                     | 12                     | 7                      | 7                      | 34                     | 26                     | +8                     | 046,15                 |        |
| Кубок России           | 25 июля 2017 | 25 июля 2017   | 1/128 финала | 1/128 финала     | 1                      | 0                      | 0                      | 1                      | 1                      | 5                      | −4                     | 000,00                 |        |
| Всего                  | Всего        | Всего          | Всего        | Всего            | 27                     | 12                     | 7                      | 8                      | 35                     | 31                     | +4                     | 044,44                 |        |
| Обновлено: 27 мая 2018 |              |                |              |                  |                        |                        |                        |                        |                        |                        |                        |                        |        |

## Предсезонные матчи

### Зима 2018

#### Контрольные матчи
| 17 февраля 2018 1-й матч | Шинник-М (Ярославль) | 2:3 (1:1) | Спартак (Кострома) | Ярославль                     |
|                          |                      | Отчёт     |                    | Стадион: Малая арена «Шинник» |

| 24 февраля 2018 2-й матч | Шинник-М (Ярославль) | 2:0 (2:0) | Спартак (Кострома) | Ярославль                     |
|                          |                      | Отчёт     |                    | Стадион: Малая арена «Шинник» |

| 6 марта 2018 3-й матч | Текстильщик (Иваново) | 2:0 (0:0) | Спартак (Кострома) | Ярославль                     |
|                       |                       | Отчёт     |                    | Стадион: Малая арена «Шинник» |

| 20 марта 2018 4-й матч | Шинник (Ярославль) | 2:0 (1:0) | Спартак (Кострома) | Ярославль                     |
|                        |                    | Отчёт     |                    | Стадион: Малая арена «Шинник» |

## Профессиональная футбольная лига

### Статистика выступлений
| Итого | Итого | Итого | Итого | Итого | Итого | Итого | Итого | Дома | Дома | Дома | Дома | Дома | Дома | На выезде | На выезде | На выезде | На выезде | На выезде | На выезде |
| И     | О     | В     | Н     | П     | МЗ    | МП    | РМ    | В    | Н    | П    | МЗ   | МП   | РМ   | В         | Н         | П         | МЗ        | МП        | РМ        |
| ----- | ----- | ----- | ----- | ----- | ----- | ----- | ----- | ---- | ---- | ---- | ---- | ---- | ---- | --------- | --------- | --------- | --------- | --------- | --------- |
| 26    | 43    | 12    | 7     | 7     | 34    | 26    | +8    | 8    | 1    | 4    | 19   | 13   | +6   | 4         | 6         | 3         | 15        | 13        | +2        |

### Матчи
| 19 июля 2017 1 тур | Велес (Москва)                           | 1:3 (0:1) | Спартак (Кострома)                                                               | Москва                                                                |
| 17:00 MSK | Поляков 65' · Поляков 85′ · Драгунов 87' | Отчёт     | 19′ Сидоров · 26' Сорокин · 43' Крючков · 53′ Мараев · 74′ Яковлев · 87' Шогенов | Стадион: «Автомобилист» Зрителей: 150 Судья: А.Кузнецов (Новые Горки) |
| Велес: Соколов (Сухорученко 81'), Драгунов, Коротков, Корнеев, Мамонов, Данилкин, Наседкин (Гаджимурадов 69'), Санталов (Поляков 55'), Могулкин (Молтенинов 81'), Пронкин, Круподер (Бирюков 46'). Запасные: Лихобабенко, Сафонов. Главный тренер: Сергей Иванович Лапшин. Спартак: Шогенов, Крючков, Сорокин, Коноплёв, А. Яковлев, Абызов, Мараев (Погребняк 77'), Сидоров, Лацузбая, Калабухов (Костылев 90'), Нестеров (М. Яковлев 73'). Запасные: Сергеев, Яковлев, Магомедалиев, Кратнов. Главный тренер: Дмитрий Евгеньевич Александрийский. |                                          |           |                                                                                  |                                                                       |

| 27 июля 2017 2 тур | Спартак (Кострома)                                              | 1:3 (0:1) | Муром                                   | Кострома                                                    |
| 14:00 MSK | Сидоров 52′ · Погребняк 87' · Шогенов, Коноплёв, Лацузбая 90+1' | Отчёт     | 52′ Никифоров · 66′ Зинович · 85′ Рытов | Стадион: «Урожай» Зрителей: 300 Судья: Д. Матвеев (Иваново) |
| Спартак: Шогенов, Крючков, Сорокин, Коноплёв, А. Яковлев, Абызов, Мараев (Яковлев 77'), Сидоров (Костылев 88'), Калабухов (Погребняк 81'), Лацузбая, Нестеров (М. Яковлев 77'). Запасные: Сергеев, Яковлев, Магомедалиев. Главный тренер: Дмитрий Евгеньевич Александрийский. Муром: Бородин, Сапаев, Рытов, Друковский, Никифоров, Зинович (Вовк 84'), Зверев, Карасёв (Кабаев 77'), Киверин (Щербак 81'), Бетюжнов (Владимиров 90'), Андреев. Запасные: Романов, Рыков. Главный тренер: Сергей Сергеевич Бойко. |                                                                 |           |                                         |                                                             |

| 3 августа 2017 3 тур | Знамя Труда (Орехово-Зуево)                                             | 2:3 (1:1) | Спартак (Кострома)                      | Орехово-Зуево                                                       |
| 18:00 MSK | Ерохин 13′ · Ёлкин 22′ · Магомедов 78' · Мафадзоков 78' · Зилабян 90+1' | Отчёт     | 25′ Сорокин · 51′ Мараев · 74′ Нестеров | Стадион: «Торпедо» Зрителей: 600 Судья: И. Иванов (Санкт-Петербург) |
| Знамя Труда: Старцев, Уколов, Соблиров, Коробов, Осипов (Победимов 42'), Магомедов, Савельев, Яковлев (Мафадзоков 70'), Аванесян (Зилабян 46'), Ёлкин, Ерохин (Аксенов 57'). Запасные: Чилюшкин, Рыжов, Айдогдиев. Главный тренер: Владимир Алексеевич Ходус. Спартак: Сергеев, Крючков, А. Яковлев, Коноплёв, Сорокин, Абызов (Погребняк 65'), Мараев, Сидоров (Костылев 88'), Лацузбая, Калабухов (Магомедалиев 80'), Власов (Нестеров 77'). Запасные: Шогенов, Костылёв, М. Яковлев. Главный тренер: Дмитрий Евгеньевич Александрийский. |                                                                         |           |                                         |                                                                     |

| 11 августа 2017 4 тур | Спартак (Кострома)        | 0:1 (0:0) | Текстильщик (Иваново)       | Кострома                                                  |
| 18:00 MSK | Абызов 16' · Коноплёв 49' | Отчёт     | 54' Горюшкин · 90+1′ Костин | Стадион: «Урожай» Зрителей: 500 Судья: К. Юданов (Москва) |
| Спартак: Шогенов, Крючков, Сорокин, Коноплёв, А. Яковлев, Лацузбая (Худобко 78'), Абызов, Мараев, Сидоров (Калабухов 66'), Нестеров (М. Яковлев 68'), Власов (Погребняк 90'). Запасные: Сергеев, Костылёв, Магомедалиев. Главный тренер: Дмитрий Евгеньевич Александрийский. Текстильщик: Смирнов, Путилин (Чибиров 80'), Фомин, Костин, Шилов, Горюшкин, Демин (Рыжаков 88'), Подымов (Зимарёв 78'), Сергеев, Горбунов (Попов 76'), Орлов (Алексеев 55'). Запасные: Скорняков, Щаницин. Главный тренер: Вадим Валентинович Евсеев. |                           |           |                             |                                                           |

| 18 августа 2017 5 тур | Луки-Энергия (Великие Луки)                      | 2:1 (0:1) | Спартак (Кострома)                         | Великие Луки                                                     |
| 19:00 MSK | Чернухин 49′ (пен.) · Райченко 80' · Салимов 85′ | Отчёт     | 45′ Сидоров · 65' Крючков · 72′ Вдовиченко | Стадион: «Экспресс» Зрителей: 1750 Судья: Ал. Лапатухин (Москва) |
| Луки-Энергия: Загребин, Бабакин (Овсянкин 80'), Орлов, Курбанов, Бения, Диков (Алексеев 80'), Чернухин, Райченко (Шмойлов 84'), Прошин, Овсепян (Лосев 84'), Егоров (Салимов 62'). Запасные: Малофеев, Домрачев. Главный тренер: Сергей Иванович Осадчук. Спартак: Шогенов, Крючков, Сорокин, Коноплёв, А. Яковлев, Абызов, Мараев, Сидоров (Вдовиченко 72'), Лацузбая (Худобко 90'), Калабухов (Костылев 87'), М. Яковлев (Нестеров 73'). Запасные: Сергеев, Погребняк, Магомедалиев. Главный тренер: Дмитрий Евгеньевич Александрийский. |                                                  |           |                                            |                                                                  |

| 25 августа 2017 6 тур | Спартак (Кострома)                                            | 2:0 (1:0) | ЦРФСО (Смоленск)         | Кострома                                                     |
| 18:00 MSK | Мараев 35′ · Костылев 71' · Вдовиченко 56' 67′ · Коноплёв 79' | Отчёт     | 72' Шурыгин · 88' Блынду | Стадион: «Урожай» Зрителей: 500 Судья: Е. Кудряшов (Вологда) |
| Спартак: Шогенов, Крючков, Коноплёв, Костылёв, А. Яковлев, Абызов, Сидоров, Мараев, М. Яковлев (Калабухов 68'), Худобко (Погребняк 90'), Вдовиченко (Власов 85'). Запасные: Сергеев, П. Яковлев, Магомедалиев, Нестеров. Главный тренер: Дмитрий Евгеньевич Александрийский. ЦРФСО: Анохин, Баннов (Канурин 58'), Блынду, Шурыгин, Панькевич, Захаров, Быков, Гаджиев, Хабалов, Максименков (Новиков 70'), Рыченков. Запасные: Шепляков, Плотников, Винокуров, Вшивцев. Главный тренер: Сергей Валентинович Гунько. |                                                               |           |                          |                                                              |

| 1 сентября 2017 7 тур | Торпедо (Владимир)                   | 2:2 (1:1) | Спартак (Кострома)                      | Владимир                                                    |
| 18:00 MSK | Недогода 34′ · Заикин 54′ · Баев 61' | Отчёт     | 12′ Сидоров · 61' Коноплёв · 72′ Власов | Стадион: «Торпедо» Зрителей: 600 Судья: М. Матюнин (Москва) |
| Владимир: Харин, Рудаков (Белов 36'), Шалин, Каратыгин, Волосян, Недогода, Родионов (Гладышев 78'), Зинин, Дрягин (Кузьменко 85'), Заикин, Баев (Матаев 78'). Запасные: Ковешников, Лобанов, Туршаков, Пуков, Боллоев. Главный тренер: Александр Евгеньевич Акимов. Спартак: Шогенов, Крючков, Коноплёв, Костылев, А. Яковлев, Абызов (Погребняк 82'), Мараев, Сидоров (Власов 70'), М. Яковлев (Калабухов 52'), Худобко (Лацузбая 61'), Вдовиченко (Нестеров 85'). Запасные: Сергеев, Магомедалиев. Главный тренер: Дмитрий Евгеньевич Александрийский. |                                      |           |                                         |                                                             |

| 8 сентября 2017 8 тур | Спартак (Кострома)                                      | 2:0 (1:0) | Динамо-2 (Санкт-Петербург) | Кострома                                                   |
| 18:00 MSK | Лацузбая 12′ · Крючков 51' · Мараев 58′ · Калабухов 78' | Отчёт     | 29' Кудрявцев              | Стадион: «Урожай» Зрителей: 300 Судья: Д. Веселов (Москва) |
| Спартак: Сергеев, Крючков (П. Яковлев 89'), Сорокин, Костылев, А. Яковлев, Абызов, Мараев, Калабухов (Погребняк 86'), Лацузбая (М. Яковлев 83'), Сидоров (Власов 87'), Худобко (Магомедалиев 90'). Запасные: Шогенов, Нестеров. Главный тренер: Дмитрий Евгеньевич Александрийский. Динамо-2: Балаганский, Смирнов, Тарасов, Каптилов, Кудрявцев (Майорский 46'), Алексеев (Панков 87'), Почипов, Иванов (Копейкин 59'), Юрьев, Авраменко (Гаврилов 78'), Вартанян (Азиков 46'). Запасные: Вл. Яковлев, Ремизов. Главный тренер: Кирилл Александрович Новиков. |                                                         |           |                            |                                                            |

| 16 сентября 2017 9 тур | Коломна                                                   | 0:1 (0:0) | Спартак (Кострома)                                          | Коломна                                                      |
| 17:00 MSK | Джикгаев 45' · Гиголаев 63' · Вахрушев 88' · Вахрушев 89' | Отчёт     | 45' Яковлев, Костылев · 81' Коноплёв · 90+1′ (пен.) Худобко | Стадион: «Авангард» Зрителей: 600 Судья: Д. Заботин (Москва) |
| Коломна: Корольков, Татаев, Харатян, Кузяев, Джикгаев, Гиголаев, Новичков, Викулов (Веселов 85'), Вахрушев, Турченков (Ерастов 83'), Сапожков (Квития 60'). Запасные: Гусейнов, Воронков, Спирин, Мамонтов, Шагинян, Маткава, Моисеев. Главный тренер: Денис Иванович Зубко. Спартак: Сергеев, Крючков, Сорокин, Костылев, А. Яковлев (Худобко 74'), Коноплёв, Абызов, Лацузбая (Вдовиченко 54'), Калабухов, Мараев (М. Яковлев 90'), Сидоров (Погребняк 88'). Запасные: Шогенов, П. Яковлев, Магомедалиев. Главный тренер: Дмитрий Евгеньевич Александрийский. |                                                           |           |                                                             |                                                              |

| 23 сентября 2017 10 тур | Спартак (Кострома)           | 2:1 (1:0) | Долгопрудный                                         | Кострома                                                           |
| 17:00 MSK | Сидоров 26′ · Вдовиченко 56′ | Отчёт     | 23' Миронов · 24' Зарипов · 28' Прошин · 90+1′ Рогов | Стадион: «Урожай» Зрителей: 500 Судья: И. Иванов (Санкт-Петербург) |
| Спартак: Сергеев, Крючков, Коноплёв, Костылёв, А. Яковлев, Абызов, Лацузбая (Магомедалиев 90'), Сидоров (Худобко 87'), Мараев (Сорокин 75'), Калабухов (Власов 83'), Вдовиченко (М. Яковлев 90'). Запасные: Шогенов, П. Яковлев. Главный тренер: Дмитрий Евгеньевич Александрийский. Долгопрудный: Ребров, Зарипов (Фомичев 61'), Пинчук, Прошин, Пучков, Миронов (Ларионов 33'), Пахомов, Рогов, Тринитацкий, Эктов (Перченок 62'), Баженов (Юрьев 75'). Запасные: Волков, Ширяев, Большаков. Главный тренер: Андрей Викторович Мещанинов. |                              |           |                                                      |                                                                    |

| 30 сентября 2017 11 тур | Чертаново (Москва) | 0:0 (0:0) | Спартак (Кострома) | Москва                                                                    |
| 15:00 MSK | Сарвели 53'        | Отчёт     |                    | Стадион: «Арена Чертаново» Зрителей: 250 Судья: А. Фёдоров (Петрозаводск) |
| Чертаново: Ломаев, Редькович, Солдатенков, Бартасевич, Паршиков, Тюменцев (Горшков 85'), Витюгов, Глушенков (Майрович 65'), Зиньковский, Ежов (Колесниченко 82'), Сарвели (Цыпченко 82'). Запасные: Радионов, Кондаков, Умяров, Пруцев, Алексеев, Молчанов. Главный тренер: Игорь Витальевич Осинькин. Спартак: Сергеев, Крючков, Сорокин, Костылев, А. Яковлев, Абызов, Лацузбая (Погребняк 87'), Сидоров (Мараев 84'), Калабухов (М. Яковлев 81'), Вдовиченко, Худобко. Запасные: Шогенов, П. Яковлев, Магомедалиев, Нестеров. Главный тренер: Дмитрий Евгеньевич Александрийский. |                    |           |                    |                                                                           |

| 7 октября 2017 12 тур | Спартак (Кострома) | 0:2 (0:2) | Локомотив-Казанка (Москва)      | Кострома                                                           |
| 16:00 MSK |                    | Отчёт     | 39′ 45′ Тугарёв · 90+1' Вульфов | Стадион: «Урожай» Зрителей: 500 Судья: И. Сараев (Санкт-Петербург) |
| Спартак: Сергеев, Крючков, Коноплёв, Сорокин (Погребняк 78'), А. Яковлев, Абызов, Калабухов (Власов 65'), Сидоров (Магомедалиев 85'), М. Яковлев (Нестеров 58'), Худобко (Мараев 53'), Вдовиченко. Запасные: Шогенов, П. Яковлев. Главный тренер: Дмитрий Евгеньевич Александрийский. Локомотив-Казанка: Николаев, Винниченко, Рахмонов, Закускин, Кожемякин, Галанин (Вульфов 46'), Куликов, Анисимов (Поникаров 87'), Шаров (Долгов 61'), Тугарев (Чиканчи 81'), Галаджан (Сычёв 46'). Запасные: Халанчук, Ботака-Иобома, Поярков. Главный тренер:Денис Викторович Клюев. |                    |           |                                 |                                                                    |

| 15 октября 2017 13 тур | Спартак (Кострома)                                   | 2:1 (0:1) | Псков-747                | Кострома                                                             |
| 16:00 MSK | Лацузбая 71′ (пен.) 82' · Коноплёв 72' · Сорокин 90′ | Отчёт     | 16' Суродин · 40' Шишаев | Стадион: «Урожай» Зрителей: 500 Судья: И. Низовцев (Нижний Новгород) |
| Спартак: Сергеев, Крючков, Коноплев, Костылев, А. Яковлев, Абызов, Лацузбая, Калабухов, Сидоров (Сорокин 85'), Мараев (Худобко 88'), Вдовиченко (Власов 80'). Запасные: Шогенов, Погребняк, Магомедалиев, М. Яковлев. Главный тренер: Дмитрий Евгеньевич Александрийский. Псков-747: Малышев, Курбанов, Ременчик, Волков, Недорезов, Ершов, Суродин, Шиков (Мотлахов 80'), Пенчук (Соловьёв 67'), Сакадеев (Сидорович 38'), Шишаев. Запасные: Долгий, Назимов, Фёдоров. Главный тренер: Игорь Евгеньевич Васильев. |                                                      |           |                          |                                                                      |

| 20 октября 2017 14 тур | Муром     | 0:0 (0:0) | Спартак (Кострома)                              | Муром                                                                             |
| 14:00 MSK | Рытов 23' | Отчёт     | 41' Вдовиченко · 66' Лацузбая · 90+1' Калабухов | Стадион: «Стадион им. Виктора Лосева» Зрителей: 1800 Судья: Е. Кудряшов (Вологда) |
| Муром: Бородин, Рытов, Друковский, Морыганов (Рыков 90'), Никифоров, Зверев, Вовк, Киверин (Карасёв 79'), Бетюжнов (Андреев 74'), Кабаев (Владимиров 84'), Щербак. Запасные: Романов, Сапаев. Главный тренер: Сергей Сергеевич Бойко. Спартак: Сергеев, Крючков, Коноплёв, Костылев, А. Яковлев, Абызов, Лацузбая, Мараев (Худобко 73'), Калабухов, Сидоров (Сорокин 89'), Вдовиченко. Запасные: Шогенов, Погребняк, Магомедалиев, М. Яковлев, Нестеров. Главный тренер: Дмитрий Евгеньевич Александрийский. |           |           |                                                 |                                                                                   |

| 28 октября 2017 15 тур | Спартак (Кострома) | 4:1 (1:0) | Знамя Труда (Орехово-Зуево) | Кострома                                           |
| 14:00 MSK              |                    | Отчёт     |                             | Стадион: «Урожай» Судья: Д.Сухов (Нижний Новгород) |

| 4 ноября 2017 16 тур | Текстильщик (Иваново) | 2:0 (1:0) | Спартак (Кострома) | Иваново |

| 11 ноября 2017 17 тур | Спартак (Кострома) | 0:0 (0:0) | Луки-Энергия (Великие Луки) | Кострома |

| 6 апреля 2018 18 тур | ЦРФСО (Смоленск) | 0:2 (0:1) | Спартак (Кострома) | Смоленск |

| 14 апреля 2018 19 тур | Спартак (Кострома) | 1:0 (1:0) | Торпедо (Владимир) | Кострома |

| 21 апреля 2018 20 тур | Динамо-2 (Санкт-Петербург) | 1:0 (1:0) | Спартак (Кострома) | Санкт-Петербург |

| 28 апреля 2018 21 тур | Спартак (Кострома) | 3:0 (0:0) | Коломна | Кострома |

| 4 мая 2018 22 тур | Долгопрудный | 1:1 (1:1) | Спартак (Кострома) | Долгопрудный |

| 11 мая 2018 23 тур | Спартак (Кострома) | 0:3 (0:3) | Чертаново (Москва) | Кострома |

| 16 мая 2018 24 тур | Локомотив-Казанка (Москва) | 0:0 (0:0) | Спартак (Кострома) | Москва |

| 20 мая 2018 25 тур | Псков-747 | 2:2 (1:0) | Спартак (Кострома) | Псков |

| 27 мая 2018 26 тур | Спартак (Кострома) | 2:1 (2:0) | Велес (Москва) | Кострома |

## Кубок России
Не вылетев из Первенстве ПФЛ 2016/17, клуб получил право выступать в Кубке России сезона 2017/18, начав с 1/128 финала кубка.

#### Матчи
| 25 июля 2017 1/128 финала | Спартак (Кострома)                                      | 1:5 (1:2) | Текстильщик (Иваново)                                                                        | Кострома                                                              |
| 16:00 MSK | Яковлев 38′ · Абызов 43' · Нестеров 76' · Калабухов 88' | Отчёт     | 33 Щаницин · 35′ Подымов · 45′ 51′ Алексеев · 73' Костин · 76' Фомин · 85′ Орлов · 87′ Попов | Стадион: «Урожай» Зрителей: 500 Судья: И. Абросимов (Санкт-Петербург) |
| Спартак: Шогенов, Сидоров, Коноплев, Яковлев, Мараев (Власов 73'), Сорокин, Крючков, Костылев, Абызов (Магомедалиев 81'), Погребняк (Калабухов 59'), Яковлев (Нестеров 66'). Главный тренер: Дмитрий Евгеньевич Александрийский. Текстильщик: Смирнов, Костин, Фомин, Чибиров, Алексеев (Демин 71'), Щаницин (Рыжаков 66') , Шилов, Зимарев, Подымов (Горбунов 83'), Сергеев (Ткач 82'), Орлов (Попов 85'). Главный тренер: Вадим Валентинович Евсеев. |                                                         |           |                                                                                              |                                                                       |